# Етель Грей Террі
Етель Грей Террі (англ. Ethel Grey Terry; 2 жовтня 1882, Окленд, Каліфорнія, США — 1 червня 1931, Голлівуд, Лос-Анджелес, Каліфорнія, США) — американська акторка німого кіно і танцюристка.

## Біографія
Етель Грей Террі народилася 2 жовтня 1882 року в Окленді (штат Каліфорнія, США) в сім'ї акторки Лілліан Лоуренс (1868—1926).
Етель закінчила «Notre Dame academy», що в Роксбері (Штат Массачусетс).
У 1884 році, в 2-річному віці, Етель почала кар'єру театральної акторки, а в період 1914—1928 років вона також знялася в 52-х німих фільмах.
Також на початку кар'єри Террі виступала танцюристкою.
У 1910—1931 року (до своєї смерті) була одружена з актором Карлом Джерардом (1885—1966). Дітей не мала.
48-річна Етель Террі померла 1 червня 1931 року в Голлівуді (штат Каліфорнія, США) після тривалої хвороби.

## Вибрана фільмографія
- 1916 — Нетерпимість
- 1917 — Таємниця штормової країни
- 1920 — Покарання
- 1923 — Невідомий пурпур
- 1928 — Сучасні матері / Modern Mothers